# Chunkey

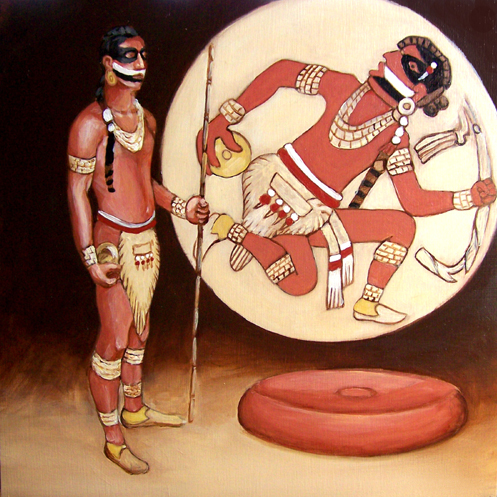
Il·lustració d'un jugador chunkey basat en un disseny d'un pectoral de petxina del Mississipi, de l'artista Herb Roe

Chunkey (també conegut com a chunky, chenco, tchung-kee o el joc del cèrcol i el pal) és un joc d'origen nadiu americà. Es jugava fent rodar pedres en forma de disc per terra i es llançaven llances contra elles en un intent de col·locar la llança el més a prop possible de la pedra detinguda.
Es va originar al voltant del 600 a la regió de Cahokia, actualment en els Estats Units (prop de l'actual St. Louis, Missouri). El chunkey es jugava en terrenys tan grans com 19 hectàrees, que albergaven grans audiències formades pel conjunt de la gent de la regió (és a dir Cahokians, agricultors, immigrants, i fins i tot els visitants). Es va continuar jugant després de la caiguda de la cultura del Mississipi, al 1500. Es van jugar variacions en tota Amèrica del Nord. L'etnògraf James Adair va traduir la paraula, que significa «executant treballs forçats».
Amb freqüència, les apostes es connectaven amb el joc, amb alguns jugadors que apostaven tot el que posseïen en el resultat del joc. Es Fins i tot, els jugadors es suïcidaven.

## Representació gràfica

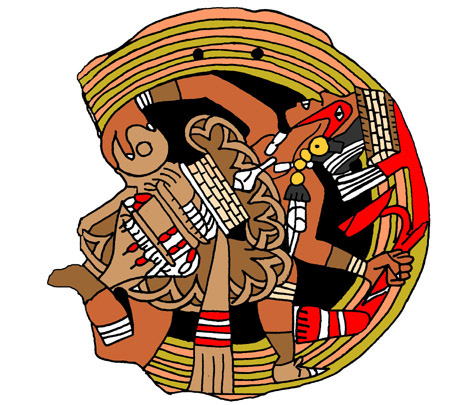
Dibuix d'un jugador de chunkey basat en un gravat d'un pectoral de petxina, mostrant motius

El ballarí falcó / guerrer / jugador de chunkey va ser una important figura mitològica del complex cerimonial del sud-est. S'han trobat moltes representacions diferents del tema en tot el sud-est d'Amèrica i el Medi Oest. Malgrat les diferents variants de la seva representació que han aparegut al llarg dels molts segles diferents, certs motius diferents es repeteixen:
- postura - Moltes representacions gràfiques del jugador de chunkey mostren al participant en l'acte de llençar la roda de pedra.[2]
- pal trencat - En general, es mostra el pal de chunkey com un pal despullat, gairebé sempre trencat. En el cicle mitològic, això pot significar que el joc s'ha acabat o que ha sigut derrotat. Generalment no es troben pals de chunkey en les excavacions arqueològiques, encara que s'ha trobat una funda de coure al costat de pedres de chunkey en Mound 72 de Cahokias, però és una excepció.[2]
- barret cilíndric - Un barret amb forma cilíndrica fet de materials desconeguts que només es veu en els jugadors de chunkey.
- davantal en forma de cor - els arqueòlegs teoritzen que aquest pot ser la representació gràfica d'un cuir cabellut humà unit al cinturó de la figura. Aquest motiu sembla fer-se ressò dels flocs adornats, estil de pèl (cap afaitat a excepció de la part superior dels nusos) i altres decoracions adjuntes (adorns de petxines, pedres i coure) generalment usats en els caps de les figures mitològiques.[2]
- volant Magnum - Un adorn de forma estranya que consisteix en bucles de línies que pengen per sobre i per sota de la cinta del jugador de chunkey. S'anomena així per una placa de coure del Mississipi trobada en el monticle de Mangum Mound a Claiborne County, Mississipi que inclou aquest motiu.

Tot i que la figura descrita com el ballarí falcó / guerrer / jugador de chunkey no sempre es mostra jugant a chunkey, la presència de molts dels motius ajuda a identificar-los com la mateixa figura. Alguns motius en general associats amb la figura, com ara el cuir cabellut, caps tallats, pals trencats de chunkey i el registre etnohistòric que l'associa amb els jocs d'atzar, semblen indicar la gravetat del joc. El preu de la derrota segons el registre mitològic podia ser la pèrdua de la vida o del cap.

## El contacte post-europeu

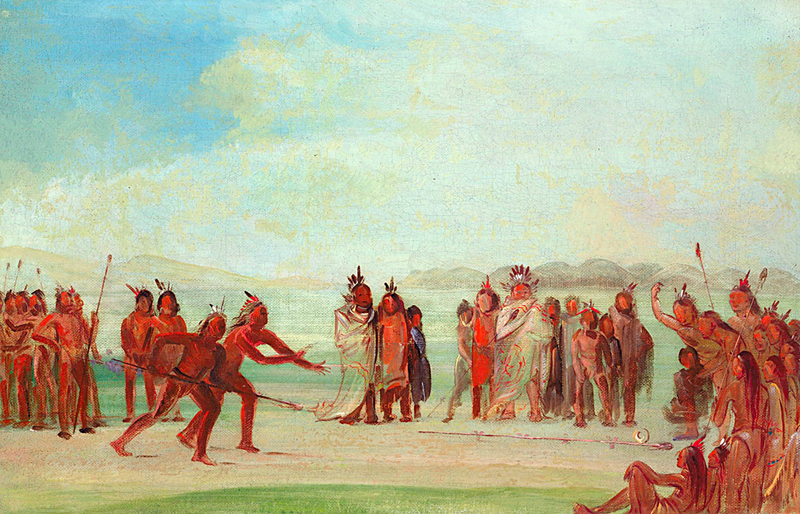
«Tchung-Kee, un jugador Mandan que juga amb un anell i un pal» del pintor George Catlin

Molts nadius americans van continuar jugant al chunkey molt després del contacte europeu, incloent els Creeks, Chickasaw, Chumash, Choctaws, i els Mandans, com ho demostra el pintor George Catlin en 1832:
| «                     | El joc de Tchung-Kee [és] un bell exercici atlètic, que els Mandan sembla que ho practiquen gairebé sense parar, mentre que el temps és bo, i no tenen res més de moment per reclamar la seva atenció. Aquest joc és decididament la seva diversió favorita, i es juga a prop del poble en un paviment d'argila, que s'ha utilitzat amb aquesta finalitat fins que s'ha convertit en el més suau i dura com un sòl. ... El joc comença amb dos (un de cada bàndol), que comencen en un trot, tant un com l'altre, i rodant per davant d'ells, en el paviment, un petit anell de dues o tres polzades de diàmetre, tallat d'una pedra; i cada un segueix amb el seu «tchung-kee» (un pal de sis peus de llarg, amb petits trossos de cuir que sobresurten pels costats d'una polzada o més de longitud), que es llança davant d'ell mentre corre, lliscant al llarg a terra després que l'anell, tractant de col·locar-lo en una posició tal que quan s'aturi, que l'anell pogui caure sobre ell, i rebre una de les petites projeccions de cuir a través d'ell. | » |
| — George Catlin, 1832 | |   |

En l'època colonial primerenca, seguia sent el joc més popular entre els indis d'Amèrica del Sud-est. El terreny de joc dels Creeks era una gran àrea acuradament netejada i anivellada, envoltada de terraplens a banda i banda, amb un pal al centre, i possiblement dos més a cada extrem. Els terrenys de joc es van utilitzar per jugar un altre joc indígena, el joc de pilota. Les pedres, objectes valuosos en si mateixos, eren propietat de la ciutat o dels clans, no dels individus, i eren curosament conservades.
- Els cherokees puntuaven el seu joc en termes de que prop de la pedra estaven certes marques del pal de chunkey.
- Els chickasaws puntuaven seu joc amb un punt per a la persona que llençava el pal més a prop del disc, i dos punts si el pal tocava el disc.
- Els choctaws jugaven en un terreny de 3,7 m x 30 m de superfície. Els pals eren de fusta de noguera, amb quatre osques a l'extrem frontal, una al centre, i dos en l'altre extrem. La puntuació depenia de quin conjunt d'osques estava més a prop del disc. El joc acaba quan un jugador havia arribat a dotze punts.

## Galeria d'imatges

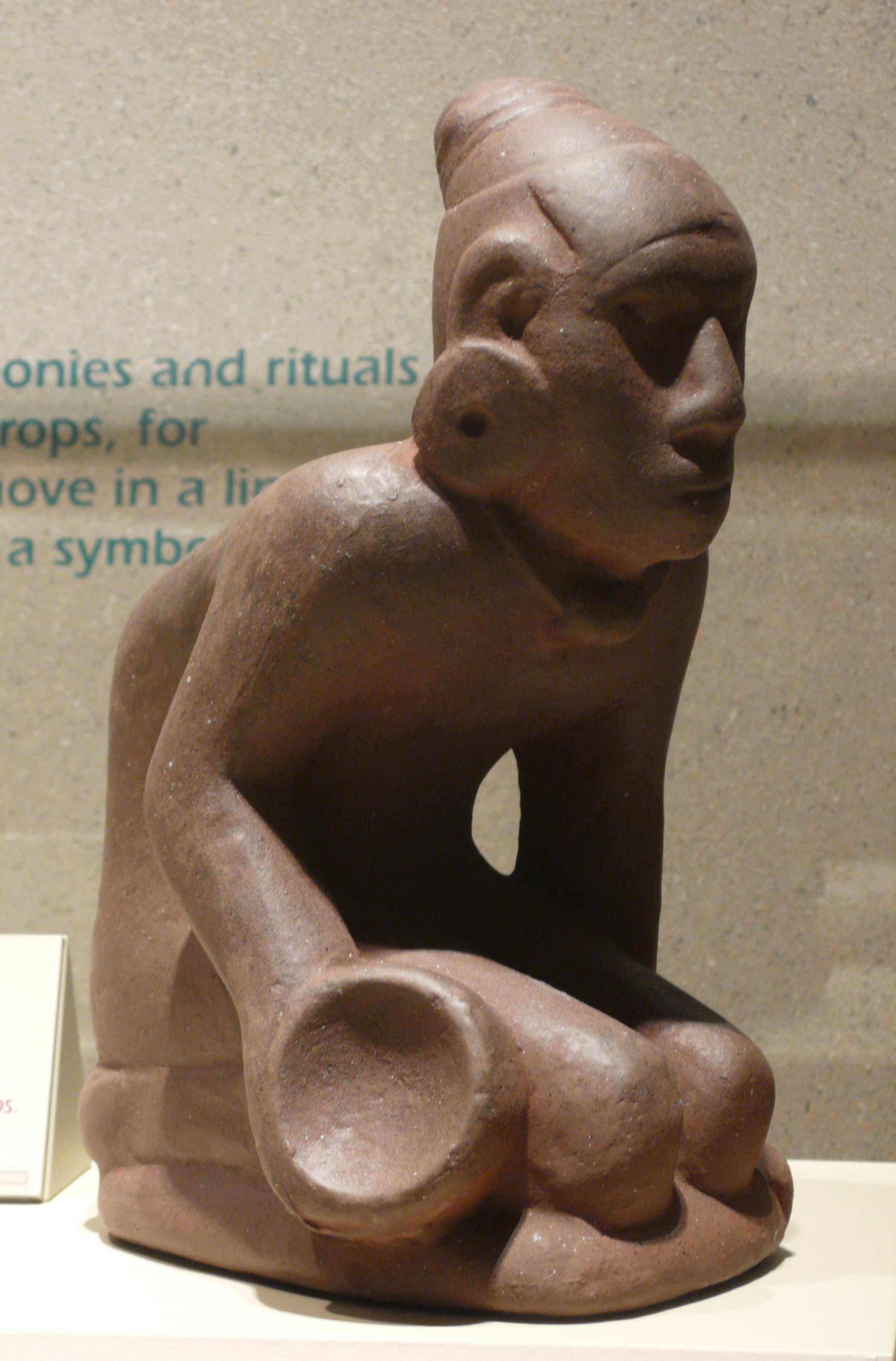
Figura d'argila de Cahokia d'un jugador de chunkey
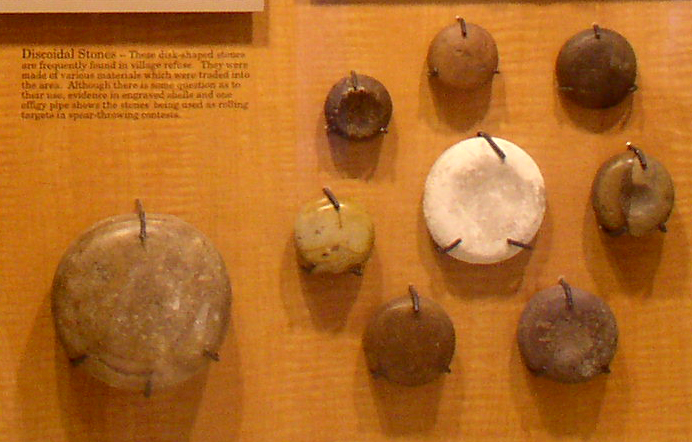
Pedres discoidals de la cultura Plaquemine trobades en Winterville
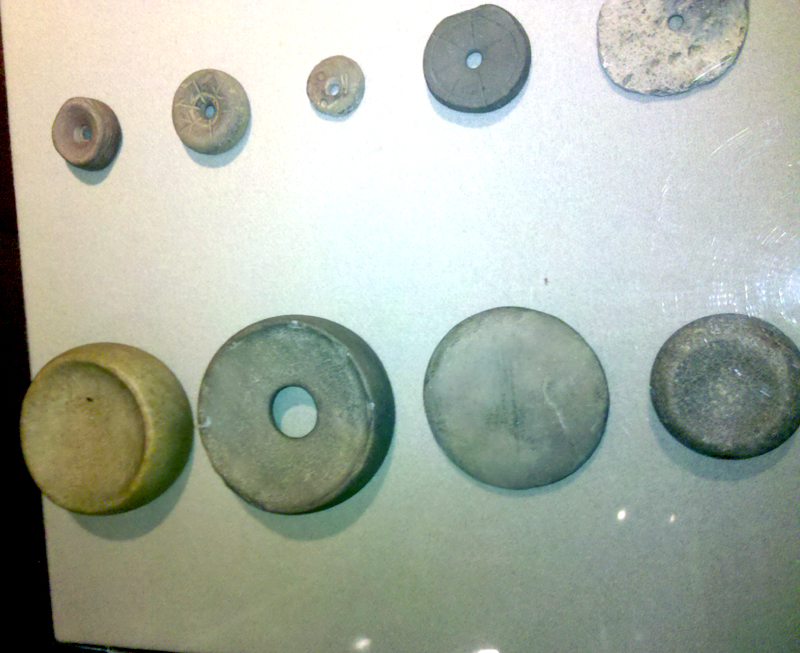
Pedres discoidals de la cultura Fort antic, exhibibits al Museu i Centre Cultural del Sud d'Ohio, a Portsmouth, Ohio
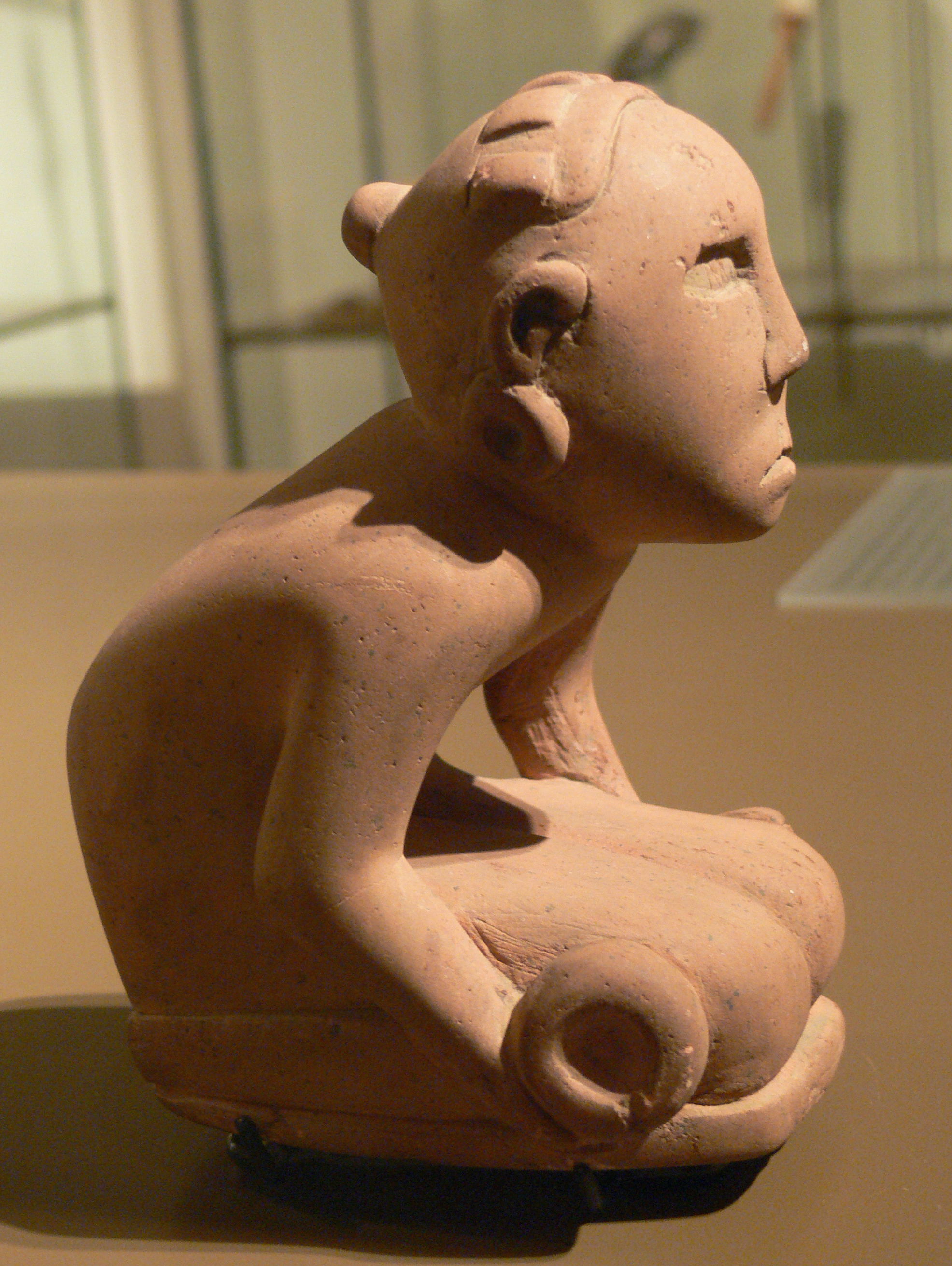
Efígie de canonada Comtat de Fulton, Geòrgia